# 望月成晃
望月 成晃（もちづき まさあき、1970年1月17日 - ）は、日本の男性プロレスラー。東京都江東区出身。DRAGON GATE所属。血液型B型。DRAGON GATEでのリングネームは望月 マサアキ。

## 来歴
足立高等学校（現：足立学園高等学校）卒業。1994年1月21日、WAR後楽園ホール大会でデビュー（望月のブログ「マサにモチヅキ」では、「北尾道場（後に武輝道場に改名）旗揚げ戦です。週プロの選手名鑑が間違えたんだよな（苦笑）」と語っている）。対戦相手は後にタズとなるピート・タンジーロであった。この頃はまだ岡村隆志、TARUとともに北尾光司率いる武輝道場の一員であった。その後もフリーとして格闘探偵団バトラーツ、みちのくプロレスなど10以上の団体で活動していた。
メキシコへ渡航せずフリーの身分のまま闘龍門JAPANに参戦。しばらくは正規軍の一員として空手着で戦っていた。
団体での本格的なブレイクは2期生の望月享（現：横須賀享）、神田裕之（引退、レフェリー兼大会本部長、2006年復帰）と結成したヒールユニット、「不完全決着推進委員会」なる組織を掲げた（会長は望月）「初代M2K」時代。後に河野圭一（元武輝道場。後チョコフレークK-ICHI）、ダークネス・ドラゴン（現：K-ness.）、堀口元気が合流する。入場曲の「G.W.D」（thee michelle gun elephant）が会場に鳴り響く中、スカジャンを身にまとい、キックボードで入場、パウダー、ブルーボックスなどの凶器攻撃、乱入してバッドエンド、ノーコンテスト決着などその他反則行為などその後同団体のヒール行為を作り上げた。
EL NUMERO UNO 2001開催時には「両者リングアウト推進委員会」（略して両リン）なるものを掲げ、リーグ戦を全て黒星にするという行為にも出た（望月享だけうっかり勝ってしまい、メンバー全員による両リンは失敗した）。しかし、EL NUMERO UNO 決勝トーナメントに敗者復活枠があり、それを勝ち抜いて決勝トーナメントに進出。決勝でも「体力回復を図る為」（本人談）両リンをきめ、再試合になったところを優勝した。表彰式で望月は「今まで色んな団体を渡り歩いてきたけど、この団体が一番弱い」という発言を残し、CIMAとマグナムTOKYOを激昂させた。ちなみに、EL NUMERO UNO 2002ではリーグ戦を普通に戦って全敗したが、やはり敗者復活枠から勝ち上がり準優勝している。
2001年12月10日、CIMAとのカベジェラ・コントラ・カベジェラ・ランバージャックマッチにおいて、両リンを失敗し敗退となった。望月もそれを機に「完全決着推進」というスローガンを掲げるも、M2Kメンバーの反感を買い一匹狼となる。望月も「負けたけど、きもちいいなあ！」などと「いい人発言」をするようになり、やがて正規軍入り。悪を蹴散らす正義のキャラクターとなるが、本人の中では常に外様意識からの疎外感があったようだ。2002年12月25日後楽園ホールでの大鷲透戦後、「この団体に正規軍はいらない」という発言を残して正規軍を解散。神田裕之の許可を取り、M2Kを再結成（通称新M2K、メンバーは新井健一郎、ドラゴン・キッド、セカンド土井、三島来夢）するも大きな成果はあげられなかった。
2003年、望月は不甲斐ない試合を続け、M2Kのメンバーに不信感を抱かせる。そしてリーダーを賭けた試合を新井と行い敗退。望月は「原点回帰」というキーワードを残してM2Kを去った。原点回帰の内容は、「初代M2Kの時にやり残したヒールの道を究める」というもので、「はぐれ軍団（仮）」と合流。望月も「不甲斐ない試合を続けていたのはわざと」と自ら暴露する。のちに「悪冠一色」というユニット名を付けヒールターンを図るが、「リーダーを作らない」というメンバーの方針に馴染めず、結局望月が追放された。望月は追放直後にK-ness.、新井らに頭を下げてベビーターンし「ファイナルM2K」のリーダーとして活動。OPEN THE DREAM GATE（ODG）二代目チャンピオンとなった。
2006年、望月はバトラーツ参戦時にタッグを組んでいた稔のパートナーとして、武輝道場時代以来の新日本プロレス参戦が決定。それに先駆けて稔が新日本のリングで三角蹴り・ツイスターを、望月がDRAGON GATEのリングでミノルスペシャルを披露した。WAR FINALではIJ王座の防衛戦でセミ・ファイナルに登場。「これできっちり防衛してIJを封印する」と意気込み、かつての胴着で戦うもペンタゴン・ブラックに破れ王座陥落。試合後は胴着を脱ぎ捨て「メキシコでもどこでも追いかけていって、絶対に取り返す」と決意を語った。2006年11月23日に行われたタイトルマッチで勝利し王座を奪還、きっちりと有言を実行した。その後、WAR FINALでのタイトルマッチ前のコメント通り、IJシングルのベルトを封印。その後、マグナムTOKYO、ドン・フジイ、神田とともにルネッサンスを結成。ファイナルM2Kのリーダーを横須賀享に譲り、自らを「御大」と称してファイナルM2Kから一歩引いた形で活動した。
2006年12月31日に開催された「インディー・サミット」に参戦。みちのくプロレスのフジタ"Jr"ハヤトとバトラーツルールで対戦し勝利。2007年4月13日、IJタッグ（王者邪道&外道組）に神田裕之と組み挑戦、4月17日ODG王者獣神サンダー・ライガーに挑戦するも、共に敗れた。2007年8月2日、ZERO1-MAXに初参戦し、「天下一Jr.」への参戦を表明。また、因縁深い元悪冠一色の菅原拓也とタッグながら2年振りに対戦。9月からの「天下一Jr.」では決勝で田中将斗に敗れるも、ZERO1Jr.のトップ2である藤田ミノル、日高郁人を連破した。
2008年1月23日、ZERO1-MAX後楽園大会に参戦。インターナショナルジュニアヘビー級選手権試合で日高を破り、ベルトを奪取した。
大阪タッグフェスティバル（大阪プロレス）でドン・フジイと組み優勝、大阪タッグ王座を奪取した。
2011年4月14日、吉野正人とのオープン・ザ・ドリームゲート王座に挑戦し勝利。団体では最年長での王者になった。
ユニット抗争が激しい団体内において、M2K以来無所属であったが解散したWORLD-1、KAMIKAZEをまとめて望月軍（仮）を結成。
その後はユニット名をJUNCTION THREEとし、リーダーとしてBlood Warriorsと２大軍団抗争を繰り広げている。
12月、2011年プロレス大賞敢闘賞を受賞。
2012年、Blood Warriorsを追放されたCIMAと和解し、帰ってきたベテラン軍として活動しており、主にドン・フジイとのタッグでオープン・ザ・ツインゲート王座も獲得。
また永田裕志の自主興行にて秋山準と一日限りのアンチエイジングスを結成し、中邑真輔、オカダ・カズチカ、高橋裕二郎と対戦している。その後、11月から12月にかけて行われた新日本のWORLD TAG LEAGUEに永田と出場した。
2014年オープン・ザ・ドリームゲート選手権試合～望月成晃デビュー20周年記念試合～として吉野正人と勝負をするも敗北。
同月全日本プロレスに13年ぶりに参戦決定。Jr. BATTLE OF GLORYにエントリーされる。また東京愚連隊興行には定期的に参戦している。
2017年9月18日、YAMATOを破り2011年以来となるドリームゲート王座戴冠。翌年6月10日、吉野に敗れるまで5度の防衛を果たした。
8月、前月からユニット結成を嘆願していたシュン・スカイウォーカー、ワタナベヒョウ、吉岡勇紀の申請を改めて拒否。しかしヒョウが食い下がり、望月道場という形でユニットではない若手育成のプロレス道場を立ち上げた。シュンとは、全日本のJr. TAG BATTLE OF GLORY に出場している。
2019年、N-1 VICTORY初出場。
2020年1月5日、丸藤正道とのタッグでGHCタッグ王座を獲得、3月5日に吉田隆司＆ディアマンテ組を相手に初防衛に成功した。同年6月14日、武藤敬司・丸藤正道と超党派ユニットM's allianceを結成。2021年10月28日、NOAH熊本城ホール大会で杉浦貴を破りGHCナショナル王座を奪取した。
2022年6月3日、M3K結成に伴い望月 マサアキにリングネームを変更。

## 得意技
蹴り技など空手技を中心に試合を組み立てる。いくつかの技は、望月が尊敬する髙田延彦に由来する。

### フィニッシュ・ホールド
三角蹴り
コーナーを駆け上がり、振り向きざまに体を捻らせながら後ろを向いている相手の延髄を蹴る技。相手の顔面を蹴る「顔面への三角蹴り」もフィニッシュ技として多用している。正式名称は「三角飛び延髄斬り」らしい。望月曰く「三角蹴りが出来なくなったら引退する」と語っているほどのこだわりの技。
二角蹴り
セカンドロープに飛び移り、エプロンに立つ相手に向かってロープの反動を利用して蹴る技。シングルで使われることは非常に少なく、タッグ戦などでエプロンにいる相手を蹴散らすときに使われる。
一角蹴り
コーナートップロープとセカンドロープの間に相手を横に寝かせた状態で固定し、対角のコーナーから突進して相手の腹を蹴り上げる。膝蹴りだと思われているが膝ではないと望月は語っている。
ツイスター
ブレーンバスターの体勢に抱え上げて、そのまま水平方向に体を一回転させてから垂直落下式に落とす技。地方興行や、若手相手へのフィニッシュ技として長く愛用している。使用にあたりリッキー・フジに電話で使用許可を得たところ、快くOKしてくれたと言う。
ツイスターⅡ
ツイスター同様ブレーンバスターの体勢に抱え上げた後、旋回しつつみちのくドライバーⅡの姿勢に持ち変えて落とす技。
裏ツイスター
リバースブレーンバスターの体勢で抱え上げ、旋回させながら急角度でマットに叩きつける。YAMATO との抗争時、相手の得意技「ギャラリア」に対抗する奥の手として開発した。（初披露の際は、YAMATOに見せつけるように放った。）
最強ハイキック
渾身の力を込めて放つ左ハイキック。
真・最強ハイキック
最強ハイキックで仕留めきれなかった相手に繰り出す必殺の右ハイキック。相手は必ず前のめりに倒れ込む危険な技。大一番でのフィニッシュに使われることが多い。
ストレート掌底
2014年に2度使用されたフィニッシュ技であるが、2021年から使用頻度が増えている。ノアで同じユニットの船木誠勝にコツを伝授された為、威力が増している。

### その他の得意技
わがままな膝小僧
髙田が愛用していた右、左、右のキックコンボ。
最強逆十字
望月の使う腕ひしぎ逆十字固め。望月の尊敬する高田の逆十字をイメージしているらしい。
マサ・スペシャル
イリュージョンからの飛び付き式腕ひしぎ逆十字固め。
スーパー・ケンカ・キック
ランニング式ジャンピングケンカキック。その威力に相手が一回転してしまうこともある。
イリュージョン
最強ハイキックが避けられた時、その勢いのまま繰り出す頭部への右後ろ回し蹴り。これが命中すると真・最強ハイキックが待っている。また中邑真輔も「虎尾」の名称で使用している。（中邑の場合は、右ハイキックを交わされての左後ろ回し蹴り。）
武輝固め
相手がうつ伏せ状態で片腕をハンマーロックに固め、足を固定し、さらにもう片方の腕をステップオーバー・アームブリーカーの形で極める技。
ラ・ケブラーダ
ごく稀に見せる技。
復帰クラッチ
外道クラッチと同型。右肩負傷からの復帰戦で使用したことから、この名称になった。
トペ・マサアキ
大一番で使用するノータッチ式のトペ・スイシーダ。
ドラゴン・スープレックス
とっておきの奥の手。望月は「さりげに必殺技」と言っている。

### 連携技
スライディングDK
座っている状態の相手の顔面に田中将斗のスライディングDと、相手の背に目掛けて、望月の強烈なローキックを同時に打ち込む連携技。

## タイトル歴
DRAGON GATE
- オープン・ザ・ドリームゲート王座 - 第2代・第13代・第26代
- オープン・ザ・ツインゲート王座 - 第14代・第23代（パートナーはドン・フジイ）・第51代（パートナーは吉田隆司）
- オープン・ザ・トライアングルゲート王座 - 第16代・第21代・第25代・第41代・第43代・第52代・第82代
- オープン・ザ・お笑いゲート王座 - 第4代・第27代
- EL NUMERO UNO - 優勝（2001年）
- KING OF GATE - 優勝（2006年）

WAR
- インターナショナルジュニアヘビー級王座 - 第10代・第12代
- インターナショナルジュニアヘビー級タッグ王座 - 第5代・第11代（パートナーは超電戦士バトレンジャー→ドン・フジイ）
- WAR世界6人タッグ王座

プロレスリング・ノア
- GHCナショナル王座 - 第6代
- GHCタッグ王座  - 第52代（パートナーは丸藤正道）

プロレスリングZERO1
- インターナショナルジュニアヘビー級王座 - 第6代  ※上記の同王座とは別物

大阪プロレス
- 大阪プロレスタッグ王座 - 第25代（パートナーはドン・フジイ）
- 大阪タッグフェスティバル - 優勝（2010年）（パートナーはドン・フジイ）

東京愚連隊
- 東京世界ヘビー級王座 - 第5代
- 東京インターコンチネンタルタッグ王座 - 第2代（パートナーは佐藤光留）

フル・インパクト・プロ
- FIP王座 - 第10代

英連邦
- 英連邦ジュニアヘビー級王座 - 第17代

プロレス大賞
- 敢闘賞（2011年）

## 入場曲
- 傷だらけの栄光 / 望月成晃（アニメ「あしたのジョー2」主題歌）

当初はおぼたけしのオリジナルバージョンを使用していたが、DRAGON GATE発足以降は自身がボーカルを務めたバージョンを使用している。
- G.W.D / thee michelle gun elephant（M2K時）
- FINAL STAGE

## エピソード
- 人を驚かせることが好きらしく、「完全決着推進」のスローガンや悪冠一色入り等、なにかとサプライズをする。また、ブログなどで他の選手の正体に関することを暴露することもある。
- プロレスリング・ノアに所属していた橋誠と顔が似ていることを以前から意識していたが、一切接点が無かった。2005年、天龍源一郎のセコンドとしてノア大会に初めて出向き、対面。望月自身も「やっぱり似てる」と感激していた。橋の師匠でもある秋山は『こんな奴と顔が似てるなんて申し訳ない』と、橋の頭を無理矢理望月に向けて下げさせた。2010年に望月が「生き別れの弟を連れてくる」と宣言し、ノアを退団した橋のDRAGON GATE参戦を発表し、2月7日後楽園ホール大会で初めてタッグを組んだ、3月3日にはシングルマッチで対戦し、橋に「兄貴」と呼ばれるようになった。
- ファイト・スタイルは荒々しい蹴り技を繰り出すが、解説や試合後のマイクは比較的に冷静である。
- 年々、コスチュームが短くなっていく（道着→ロングパンツ→ショートタイツ）。レガースは蹴り足の背足部分のアンコを広く作ってある。
- 高校時代、自宅の部屋に長州力のポスターが飾ってあった。
- デビューする以前はホテルマンをやっていた。しかし、朝が早すぎる生活が辛過ぎて2～3ヶ月で辞めてしまった。
- 数ある団体にフリーで渡り歩いていた頃に、闘龍門にレギュラー参戦を決めた理由はCIMAのカリスマ性で未来のある団体だとインタビューで語った。しかし、当時ヒールだった本人の口からは「CIMAを潰しとけばおいしい思いが味わえる」と述べている。
- 金網マッチの代理人になる際は空手の胴着を着用した「空手ロボ」となって登場する。
- Kagetoraは小学校、エル・リンダマンは高校の後輩に当たる。
- 入場時、直前に入場した大和ヒロシに対抗すべく、生歌唱しながら入場したことがある。
- 2019年、49歳にしてプロレス業界の年間最多試合数を記録した。人並外れた回復力を持ち、医者からはトカゲの尻尾のような体と評されたとのこと。
- 絵のセンスが独特であり、DG内ではしばしば「画伯」と呼ばれている。
- 入場曲の途中で「もっちー」の合いの手を入れるのが定番になっているが、始めたのは望月の実の父親である。
- 2022年6月3日の後楽園ホール大会で、実の息子である望月リョートがデビューした。
- M3Kの時は名前の表記が片仮名の『マサアキ』になるが、M3K以外は本名の『成晃』として活躍する。

## Web出演
- 望月成晃インタビュー モッテコ書店（2009年8月25日）